# 區紀復
區紀復（1941年2月9日-），男，出生於澳門，籍貫廣東新會。畢業於台灣大學化工系，留學瑞士攻讀高分子化學，1972年回台服務於台塑企業研究部門。1983年辭去工作，參訪世界各地的環保及仁愛工作。1988年在花蓮創立「鹽寮淨土」。

## 生平
區紀復，1941年生於澳門，在粵華中學畢業後，於台灣大學就讀化工系，及後到瑞士聯邦理工學院攻讀高分子化學。曾於瑞士化學纖維公司擔任研究員。
1972年回台，在台塑企業研究部門工作，又曾在南亞塑膠公司擔任研究所主任。坐擁高薪工作，然而在一段長時間的省思後，發覺他所學所做之事，是在製造污染，破壞大地，與他推廣的環保及仁愛理念背道而馳，便毅然決定離開服務十年的公司，
1983年辭去工作，並參訪世界各地的環保及仁愛工作。1988年在花蓮創立「鹽寮淨土」。
區紀復生活極簡單，對日常所需再三反省後，只留下幾件簡單的電器用品：為開放生活體驗用電燈，為與人聯絡有電話，為保存食物有冰箱，為瞭解颱風狀況有收音機。電腦、電視、冷氣機、洗衣機、瓦斯爐、電鍋等等都放棄。生活以挑水、撿柴、燒灶、種菜，採野而食為主，甚至到批發市場撿拾蔬果。度出世的生活，卻有著入世的關懷。
其創立的「鹽寮淨土」的意義：「鹽」是消毒、防腐、調味，發揮一點對社會上腐化的防止與價值觀的調整作用。「寮」是簡單的房舍及設備，回歸自然簡樸的生活。區紀復認為簡樸、自然、靈修的生活，是對生態的關懷與救贖，也是讓人「在靈修中體驗天人關係的密切，在簡樸中與大地自然共融，在坦誠相見中與別人和諧交往」，進而達到「天地人合一」。這樣的生活，需求愈來愈少，不怕任何的失去，充滿著喜樂、平安與自由。
2008年鹽寮淨土邁入二十年，區紀復更積極地將鹽寮淨土的精神推廣至香港、澳門和中國大陸，繼續為大同世界努力。

## 文學創作
區紀復的創作文類以散文為主。內容以心靈改造與自然生態關懷為創作重心。多年來推動「簡樸生活」，反省文明社會，提倡回歸自然，堅持理想，身體力行，在偏遠的花蓮海邊築起人間夢土。以寫實、自然的筆調翔實紀錄回歸自然的生活，呈現出鄉土的生命力。
著有《鹽寮淨土》、《簡樸的海岸》、《體驗貧窮》、《新靈修團體》、《走向阿瑪遜》等書。